# Introduce Yourself
Introduce Yourself – drugi album amerykańskiego zespołu Faith No More z 1987 roku.

## Lista utworów
1. "Faster Disco" – 4:16 (muz. Gould/Bottum/Martin; sł. Mosley)
2. "Anne's Song" – 4:46 (muzyka & sł. Gould/Bottum)
3. "Introduce Yourself" – 1:32 (muz. Gould/Bottum/Bordin/Martin; sł. Bottum/Mosley)
4. "Chinese Arithmetic" – 4:37 (muz. Martin/Bordin; sł. Mosley)
5. "Death March" – 3:02 (muz. Gould/Bottum/Martin; sł. Mosley)
6. "We Care a Lot" – 4:02 (muz. Gould/Bottum; sł. Mosley)
7. "R N' R" – 3:11 (muz. Gould/Martin; sł. Gould/Mosley)
8. "The Crab Song" – 5:52 (muz. Gould/Bordin/Martin; sł. Mosley)
9. "Blood" – 3:42 (muz. i sł. Mosley)
10. "Spirit" – 2:52 (muz. i sł. Gould)

## Twórcy
- Mike Bordin – perkusja
- Roddy Bottum – keyboard
- Billy Gould – gitara basowa
- Jim „Big” Martin – gitara
- Chuck Mosley – wokal